# Tapes (indígenas)
Los tapes eran un grupo indígena emparentado con los guaraníes,  que vivían en la región cercana a la costa del sur de Brasil, predominantemente en las regiones elevadas de las orillas al oeste de la Lagoa dos Patos. Estas colinas estaban cubiertas por mata atlántica, y la región donde se encontraban se llamaba Serra dos Tapes. Este grupo indígena desempeñó un papel importante en la formación de la población mestiza de Río Grande del Sur y parte de Uruguay.